# ザ・コア
『ザ・コア』（原題：The Core）は、2003年のアメリカ合衆国のSFパニック映画。

## ストーリー
オーストラリアや日本での鳩の大群などの動物の異常行動を皮切りに、ある日の午前10時30分、ボストンでのペースメーカー使用者32名の突然死や、スペースシャトル「エンデバー」の電子機器異常、さらにスーパーストームなどが発生し、地上は大混乱に陥る。
調査を行ったシカゴ大学教授ジョシュ・キーズと、コンラッド・ジムスキー博士は、これらの原因は25万年に一度起こるとされる地球の核（コア）の回転が停止し、地球の磁場が不安定になったからだと突き止める。「このままだと磁場が消失し、太陽風にさらされ1年後に地球は滅亡する」と結論。彼らはコアを再始動すべく、「停止してしまったコアを包んでいる液状の外核部分まで潜行し、そこで核爆発を起こして、その衝撃でコアの再回転を促す」という作戦を立案、世界中から各分野のスペシャリストが招集された。自らを含めて6人から成るチームを編成したキーズらは、ブラズルトン博士が開発した特殊合金で出来た特殊車両「バージル」で地下2,000マイル (3,200 km)へ潜行する。

## 登場人物・キャスト
ジョシュア・"ジョシュ"・キーズ
演 - アーロン・エッカート
シカゴ大学で教鞭を取る地球物理学者。異常現象を分析して地球の「コア」停止を発見し、プロジェクトの第一人者となる。
レベッカ・"ベック"・チャイルズ
演 - ヒラリー・スワンク
アメリカ空軍の少佐で宇宙飛行士。スペースシャトルが電子機器の異常によりロサンゼルスの中心街に突入しそうになった時とっさの機転で犠牲者を出さないことに成功し、プロジェクトに抜擢される。探査艇の副操縦士を務める。
エドワード・"ブラズ"・ブラズルトン
演 - デルロイ・リンドー
地中探査艇「バージル」の開発者。調査艇の開発に人生の大半を費やしている。真っ当なプライドを持つが、それだけに自分の行いを無駄にしたくはなく危ないことでも自分でやり遂げようとする。
コンラッド・ジムスキー
演 - スタンリー・トゥッチ
傲慢でジョシュやブラズの功績を盗むなどする一方で自身も高い能力を持つ地球物理学の第一人者。アメリカ国防総省とも繋がりがあり「デスティニー計画」にも関わっている。
サージ・レベック
演 - チェッキー・カリョ
核エネルギー学の博士。フランス出身。キーズの古くからの友人。
ロバート・"ボブ"・アイバーソン
演 - ブルース・グリーンウッド
アメリカ海軍の中佐で宇宙飛行士。探査艇の操縦士を務める。ベックとは宇宙でも共に任務に就き、優秀過ぎて「負け」を知らないからこそリーダーという最悪の事態での「責任」を問われる存在にはなれないと諭す。
セオドア・ドナルド・"ラット"・フィンチ
演 - DJクオールズ
ハッカー。FBIのデータベースに無断で侵入できる程の腕を持つ。「コア」停止による混乱を防ぐための情報統制を任されるが、やがて「デスティニー計画」を巡りジョシュ達のために奮闘することになる。
タルマ・"スティック"・スティックリー
演 - アルフレ・ウッダード
本作戦のオペレーター。
トーマス・パーセル
演 - リチャード・ジェンキンス
アメリカ国防総省の将軍で本作戦の指揮官。
デビッド
心臓発作で亡くなった一人。
ニック
心臓発作で亡くなった一人。

## 設定
バージル
地球中心部(コア)に向かうための探査艇。名前の由来はダンテ『神曲』地獄篇の登場人物となっているウェルギリウス（英語名：バージル）から。前方レーザーで物質を融解させ道を作り、側部レーザーで通過中の物質の再凝固を防ぐ。
アンオブタニウム
バージルに使われる「手に入らないもの」を意味する架空の金属。熱と圧力がかかるほど強度を増す性質を持つ。
デスティニー計画
国防総省が関わっている実在の計画ハープに着想を得た、架空の地震兵器。「運命」を意味するが、つづりは「DISTINI」。

## 日本語吹替
| 役名                                     | 俳優                     | 日本語吹替                                                                                         | 日本語吹替 |
| 役名                                     | 俳優                     | ソフト版                                                                                           | テレビ朝日版 |
| ---------------------------------------- | ------------------------ | -------------------------------------------------------------------------------------------------- | --- |
| ジョシュア・"ジョシュ"・キーズ博士       | アーロン・エッカート     | 大塚芳忠                                                                                           | 井上和彦 |
| レベッカ・"ベック"・チャイルズ少佐       | ヒラリー・スワンク       | 魏涼子                                                                                             | 朴璐美 |
| エドワード・"ブラズ"・ブラズルトン博士   | デルロイ・リンドー       | 島香裕                                                                                             | 銀河万丈 |
| コンラッド・ジムスキー博士               | スタンリー・トゥッチ     | 谷昌樹                                                                                             | 牛山茂 |
| サージ・レベック博士                     | チェッキー・カリョ       | 土師孝也                                                                                           | 菅生隆之 |
| ロバート・"ボブ"・アイバーソン船長       | ブルース・グリーンウッド | 金尾哲夫                                                                                           | 石塚運昇 |
| セオドア・ドナルド・"ラット"・フィンチ   | DJクオールズ             | 松野太紀                                                                                           | 石田彰 |
| タルマ・"スティック"・スティックリー博士 | アルフレ・ウッダード     | 松岡洋子                                                                                           | 塩田朋子 |
| トーマス・パーセル将軍                   | リチャード・ジェンキンス | 有本欽隆                                                                                           | 小川真司 |
| その他                                   | N/A                      | 岩田安生 長克巳 星野充昭 菅原淳一 徳丸伸二 金子由之 斉藤次郎 園田恵子 大橋ひろこ 黒河奈美 笹森亜希 | 沢木郁也 楠見尚己 山野井仁 村治学 目黒未奈 柳沢栄治 坂東尚樹 吉見一豊 瑚海みどり 竹田小春 高階俊嗣 加藤悦子 野中秀哲 植倉大 |
|                                          |                          | | |
| 演出                                     |                          | 清水洋史                                                                                           | 清水洋史 |
| 翻訳                                     |                          | 大川直美                                                                                           | 大川直美 |
| 調整                                     |                          | | 金谷和美 |
| 効果                                     |                          | | サウンドボックス |
| 制作                                     |                          | 東北新社                                                                                           | 東北新社 |
| 初回放送                                 |                          | | 2005年12月25日 『日曜洋画劇場』                                                                                             |

## 評価
レビュー・アグリゲーターのRotten Tomatoesでは158件のレビューで支持率は40%、平均点は5.30/10となった。Metacriticでは32件のレビューを基に加重平均値が48/100となった。

## 主な科学的誤り
- 素数に「1」を含めている
- 「電磁場が無くなれば太陽風で地球は焼き尽くされる」と作中で説明されるが、映画公式パンフレットにも書かれてるように地磁気は数十万年から数百万年の周期で消滅・反転を繰り返しており（地磁気逆転現象）、もちろん地球は滅亡していない。

## 書籍
- ディーン・ウェズリー・スミス『ザ・コア 地球が復讐する日』高山森 訳（KADOKAWA、2003年）ISBN 978-4-8401-0788-4